# Šljivno, Banjaluka
Šljivno je naselje v mestu Banjaluka, v Bosni in Hercegovini. 

## Deli naselja
Babići, Donji Popovići, Gornji Popovići, Radulji, Savići, Stojnići, Šljivno in Talići.

## Prebivalstvo
| Pregled števila prebivalcev po letih | Pregled števila prebivalcev po letih | Pregled števila prebivalcev po letih | Pregled števila prebivalcev po letih | Pregled števila prebivalcev po letih | Pregled števila prebivalcev po letih |
| ------------------------------------ | ------------------------------------ | ------------------------------------ | ------------------------------------ | ------------------------------------ | ------------------------------------ |
| 1948                                 | 1953                                 | 1961                                 | 1971                                 | 1981                                 | 1991                                 |
| -                                    | -                                    | 818                                  | 106                                  | 0                                    | 0                                    |

| Narodna sestava prebivalstva po letih                                                                                      | Narodna sestava prebivalstva po letih                                                                                 | Narodna sestava prebivalstva po letih                                                                                 |
| --- | --- | --- |
| 1971 | 1981 | 1991 |
| . skupaj: 106 Srbi 105 (99,05 %) Hrvati 0 (0,00 %) Muslimani 0 (0,00 %) Jugoslovani 0 (0,00 %) drugi in neznano 1 (0,94 %) | . skupaj: 0 Hrvati 0 (0,00 %) Muslimani 0 (0,00 %) Srbi 0 (0,00 %) Jugoslovani 0 (0,00 %) drugi in neznano 0 (0,00 %) | . skupaj: 0 Hrvati 0 (0,00 %) Muslimani 0 (0,00 %) Srbi 0 (0,00 %) Jugoslovani 0 (0,00 %) drugi in neznano 0 (0,00 %) |